# Nalón (Comarca)
Die Comarca Nalón (spanisch und asturisch Comarca del Nalón) ist eine von acht Comarcas (Verwaltungseinheit) der Autonomen Region Asturien. Verwaltungssitz der Comarca ist Langreo. Zur Comarca gehören folgende fünf Concejos:

## Gemeinden
| Gemeinde                   | Einwohner (2024) | Fläche km² | Dichte Einw./km² | Cod INE | Postleitzahl |
| -------------------------- | ---------------- | ---------- | ---------------- | ------- | ------------ |
| Caso                       | 1.427            | 307,94     | 5                | 33015   | 33990–33999  |
| Langreo                    | 38.282           | 82,46      | 464              | 33031   | 33900        |
| Laviana                    | 12.284           | 130,99     | 94               | 33032   | 33970–33980  |
| San Martín del Rey Aurelio | 15.405           | 56,12      | 275              | 33060   | 33950        |
| Sobrescobio                | 845              | 69,42      | 12               | 33067   | 33993        |
| Comarca Nalón              | 68.243           | 646,93     | 105              | –       | –            |